# Ficus vallis-choudae
Ficus vallis-choudae är en mullbärsväxtart som beskrevs av Del.. Ficus vallis-choudae ingår i släktet fikonsläktet, och familjen mullbärsväxter. Inga underarter finns listade i Catalogue of Life.